# Rodrigo Lombardi
Rodrigo Lombardi (São Paulo, 15 de outubro de 1976) é um ator e dublador brasileiro. Conhecido pela versatilidade em diversas áreas do entretenimento, começou a ganhar destaque a partir de 2009, quando interpretou Raj Ananda na telenovela Caminho das Índias, pelo qual foi muito elogiado e indicado a diversos prêmios. A partir daí, começou a se destacar em várias produções, como Passione (2010), O Astro (2011), Salve Jorge (2012), Verdades Secretas (2015) e A Força do Querer (2017), além da série policial Carcereiros (2017–21).
Fã de dublagem, Lombardi também ganhou destaque nesse ramo, dublando personagens como Príncipe Naveen em A Princesa e o Sapo (2009) e Nick Wilde em Zootopia (2016), trabalhos que o fizeram ser considerado um dos melhores star talents da dublagem no Brasil.

## Vida pessoal
Oriundo de uma família de classe média paulistana, é filho de Rose Lombardi, uma dona de casa, e de Ary Lombardi, um representante comercial. Rodrigo possui quatro irmãos: Andréa, Bruna, Pablo e Kauê. Rodrigo Lombardi queria ser jogador de vôlei quando, aos 17 anos, foi estudar inglês em San Diego, nos Estados Unidos. Porém, sem condições financeiras de continuar no país sem visto de trabalho, retornou à capital paulista, onde trabalhou como agente de viagens e garçom, até juntar suas economias e adentrar em um curso de teatro, onde fez sua primeira peça, e assim continuou em sua carreira artística.
É casado desde 2005 com a maquiadora Betty Baumgarten. Juntos, têm um único filho, Rafael Baumgarten Lombardi, nascido em São Paulo, no dia 15 de janeiro de 2008.

## Carreira
Estreou como ator no teatro em 1995 na montagem João e o Pé de Feijão. Em 1999 ingressou no Grupo Tapa, um dos mais importantes grupos teatrais do Brasil. No teatro, dentre outras peças, atuou em A Mandrágora (2004) Ricardo III (2006) e Don Juan (2012). Fez mais de 50 testes para conseguir um papel na televisão. Em 1998 estreou na televisão na telenovela infantil Meu Pé de Laranja Lima, na Band, interpretando Henrique, um rapaz em busca de desmascarar o falso bem-feitor da cidade, que na verdade roubou sua família. Em 2001 emendou outro trabalho voltado ao público infantil na série Acampamento Legal, na RecordTV, onde interpretou o guarda florestal Bob. Em 2002 esteve no elenco de Marisol, no SBT, como Chico, que ajudava o casal principal de amigos a ficarem juntos. Em 2004 interpretou um dos papeis centrais da telenovela Metamorphoses como o médico Fábio, que disputava o coração da protagonista. Em 2005, durante a encenação da peça A Mandrágora, que um produtor da TV Globo o descobriu e o enviou para um teste para Bang Bang, onde foi aprovado. 

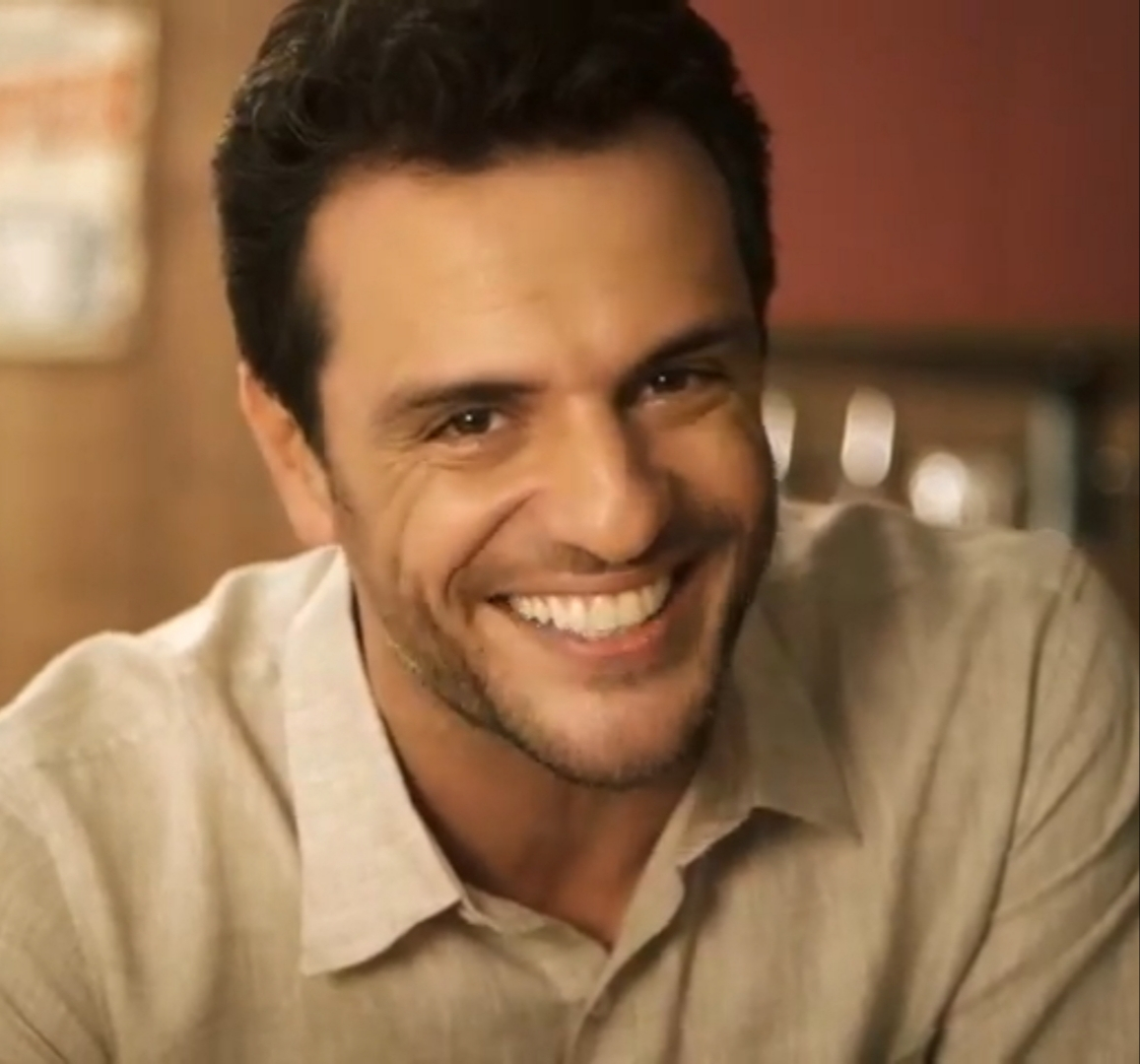
O ator em 2015.

A partir dai emendou diversos trabalhos, tendo atuado em 2006, na novela Pé na Jaca, como Tadeu, irmão do protagonista Lance (Marcos Pasquim); em 2007, na novela Desejo Proibido, como o jornalista canalha Ciro. Em 2009 passou nos testes para a minissérie Maysa: Quando Fala o Coração, porém acabou deslocado para a telenovela Caminho das Índias, onde ganhou destaque como o indiano Raj. Na trama Rodrigo começou como coadjuvante, interpretando o homem com quem a personagem central era obrigada a se casar, porém devido ao sucesso com o público do casal, foi alçado ao posto de protagonista.Em 2010, pôde ser visto novamente em horário nobre, com o personagem Mauro, um dos protagonistas da novela Passione. Em 2011 viveu mais um importante papel em sua carreira: o protagonista Herculano Quintanilha na novela das onze O Astro, cujo último capítulo foi exibido no dia em 28 de outubro de 2011. Em 2012 atuou na novela Salve Jorge, de Glória Perez, interpretando o protagonista Théo. E em 2014, o ator voltou para a dramaturgia no remake das seis Meu Pedacinho de Chão. Em 2015 despontou como o grande vilão obsessivo Alexandre Ticiano em Verdades Secretas. Por esse papel foi muito elogiado, sendo indicado a vários premios.
Em 2016, volta ao horário nobre interpretando o progressista Capitão Ernesto Rosa, um dos protagonistas na primeira fase de Velho Chico, seu personagem fazia par romântico com Eulália Rosa (Fabiula Nascimento) e pai adotivo de Luzia (Lucy Alves). Novamente trabalhando com Benedito Ruy Barbosa e Luiz Fernando Carvalho “O Ernesto é um capitão de formação, diferente dos coronéis, que têm os seus títulos comprados. Junto com isso, vinha o poder. Ele não concorda com o modus operandi da cidade. Isso gera um embate que começa com o Jacinto, vivido por Tarcísio Meira, e o personagem do Santoro logo compra a briga do pai. O Afrânio chega sem saber em que terreno está pisando, pegando todo um histórico que não viveu. Na primeira cena ele já chega brigando comigo” disse o ator em entrevista 
Ainda em 2016, é convidado para substituir o ator Domingos Montagner, amigo de Rodrigo, que morreu em 15 de setembro de 2016. Na série Carcereiros, inspirada no livro homônimo de Dráuzio Varella, ele vai viver personagem que seria de Domingos. Em 2017, volta com mais um grande personagem, o empresário Caio em A Força Do Querer, um dos oito protagonistas da novela, repetindo a parceria de anos com Gloria Perez, fazendo par romântico com Jeyza (Paolla Oliveira) e Bibi (Juliana Paes), fazendo par pela terceira vez com Juliana. A primeira foi em Caminho das Indias e a segunda em O Astro. Em 2018, estreia a série Carcereiros. Em 2022, protagoniza o musical Sweeney Todd no papel de Benjamin Barker, barbeiro que se viu obrigado a ir embora de Londres por conta de uma briga com o Juiz Turpin. Após 15 anos afastado da cidade ele retorna sob o pseudônimo Sweeney Todd e sedento por vingança. Em 2024 interpreta o grande vilão de Mania de Você o inescrupuloso Molina.

## Filmografia

### Televisão
| Ano       | Título                      | Papel                              | Notas                                                       |
| --------- | --------------------------- | ---------------------------------- | ----------------------------------------------------------- |
| 1998–1999 | Meu Pé de Laranja Lima      | Henrique Muniz                     |                                                             |
| 2001–2002 | Acampamento Legal           | Guarda Bob                         |                                                             |
| 2002      | Marisol                     | Francisco Soares Maldonado (Chico) |                                                             |
| 2004      | Metamorphoses               | Fábio Fraga                        |                                                             |
| 2005–2006 | Bang Bang                   | Constantino Zoltar                 |                                                             |
| 2006–2007 | Pé na Jaca                  | Tadeu Lancellot                    |                                                             |
| 2007–2008 | Desejo Proibido             | Ciro Feijó                         |                                                             |
| 2008      | Guerra e Paz                | Marco Antonio Guerra               | Episódio: "Manos e Brous"                                   |
| 2008      | Casos e Acasos              | Inácio                             | Episódio: "O Carro, o E-mail e o Rapper"                    |
| 2009      | Caminho das Índias          | Raj Ananda                         |                                                             |
| 2009      | Casseta & Planeta, Urgente! | Raj Ananda                         | Episódio: "15 de setembro"                                  |
| 2010–2011 | Passione                    | Mauro Santarém                     |                                                             |
| 2011      | Ti Ti Ti                    | Ricardo Prado                      | Episódio: "15 de março"                                     |
| 2011      | O Astro                     | Herculano Quintanilha              |                                                             |
| 2012      | As Brasileiras              | Rodrigo Prates                     | Episódio: "A Fofoqueira de Porto Alegre"                    |
| 2012–2013 | Salve Jorge                 | Théo Garcia                        |                                                             |
| 2013      | A Grande Família            | Alex Mallmann                      | Episódio: "Só Love"                                         |
| 2014      | Meu Pedacinho de Chão       | Pedro Falcão                       |                                                             |
| 2015      | Verdades Secretas           | Alexandre Ticiano (Alex)           |                                                             |
| 2016      | Velho Chico                 | Capitão Ernesto Rosa               | Episódios: "14–31 de março"                                 |
| 2017      | A Força do Querer           | Caio Borges Garcia                 |                                                             |
| 2017–2021 | Carcereiros                 | Adriano Ferreira de Araújo         |                                                             |
| 2021–2022 | The Masked Singer Brasil    | Jurado                             |                                                             |
| 2021      | Verdades Secretas II        | Alexandre Ticiano (Alex)           | Episódio: "50"                                              |
| 2021      | Passaporte para Liberdade   | Guimarães Rosa                     |                                                             |
| 2022–2023 | Travessia                   | Andreas Moretti (Moretti)          |                                                             |
| 2024      | Terra e Paixão              | Marcelo Paixão                     | Episódio: "19 de janeiro"                                   |
| 2024–2025 | Mania de Você               | Ramiro Molina (Molina)             | Episódios: "9–20 de setembro" / "27 de janeiro–27 de março" |
| 2025      | Grande Sertão: A Série      | Joca Ramiro                        |                                                             |

### Cinema
| Ano  | Filme                  | Personagem                 | Nota                           |
| ---- | ---------------------- | -------------------------- | ------------------------------ |
| 2008 | Simbologia de Um Crime | Delegado Rafael Gomes      | Curta-metragem; Também diretor |
| 2009 | Predileção             | Homem                      | Curta-metragem                 |
| 2009 | Estórias de Trancoso   | Luigi                      |                                |
| 2010 | Amor por Acaso         | Bartolomeu                 |                                |
| 2013 | Os Amigos              | Rogério                    |                                |
| 2016 | Amor em Sampa          | Mauro                      |                                |
| 2019 | O Olho e a Faca        | Roberto                    |                                |
| 2019 | Carcereiros: O Filme   | Adriano Ferreira de Araújo |                                |
| 2022 | Duetto                 | Marcelo                    |                                |
| 2024 | Grande Sertão          | Joca Ramiro                |                                |
| 2024 | Jardim dos Girassóis   | Roberto                    |                                |

### Dublagem
| Ano  | Produção                                         | Ator            | Personagem         |
| ---- | ------------------------------------------------ | --------------- | ------------------ |
| 2009 | A Princesa e o Sapo                              | Bruno Campos    | Príncipe Naveen    |
| 2010 | Toy Story 3                                      |                 | Voz adicional      |
| 2010 | Enrolados                                        |                 | Voz adicional      |
| 2012 | Valente                                          | Robbie Coltrane | Lorde Dingwall     |
| 2012 | PlayStation All-Stars Battle Royale              | Marc Silk       | Spike              |
| 2013 | A Lenda de Oz                                    | Martin Short    | Avaliador/ Bufão   |
| 2014 | Como Treinar o seu Dragão 2                      | Djimon Hounsou  | Drago Sanguebravo  |
| 2016 | Malu Moletom - Uma História para Aquecer a Todos |                 | Gigante            |
| 2016 | Zootopia: Essa Cidade é o Bicho                  | Jason Bateman   | Nick Wilde         |
| 2016 | Mogli: O Menino Lobo                             |                 | Voz adicional      |
| 2017 | Os Smurfs e a Vila Perdida                       | Rainn Wilson    | Gargamel           |
| 2017 | Meu Malvado Favorito 3                           | Michael Beattie | Homem com Cicatriz |
| 2017 | Transformers: O Último Cavaleiro                 | Frank Welker    | Canopy             |
| 2020 | Os Croods 2: Uma Nova Era                        | Peter Dinklage  | Bem Bemelhor       |
| 2022 | Red: Crescer é uma Fera                          | Orion Lee       | Jim Lee            |
| 2023 | Marvel's Spider-Man 2                            | Jim Pirri       | Kraven             |
| 2024 | Robô Selvagem                                    | Pedro Pascal    | Astuto             |

## Teatro
| Ano  | Peça                        | Papel                          |
| ---- | --------------------------- | ------------------------------ |
| 1995 | João e o Pé de Feijão       |                                |
| 1997 | Medeia                      |                                |
| 2000 | Anjo Proibido               |                                |
| 2000 | Quero a Lua                 |                                |
| 2001 | Sonho de uma Noite de Verão |                                |
| 2001 | Quarteto em Rir Maior       |                                |
| 2003 | Nossa Vida é Uma Bola       |                                |
| 2004 | A Mandrágora                |                                |
| 2006 | Ricardo III                 |                                |
| 2010 | A Grande Volta              | Henrique                       |
| 2012 | Don Juan                    | Don Juan                       |
| 2015 | Urinal, O Musical           | Policial narrador              |
| 2018 | Um Panorama Visto da Ponte  | Eddie Carbone                  |
| 2022 | Sweeney Todd                | Benjamin Barker (Sweeney Todd) |

## Prêmios e indicações
| Ano  | Prêmio                                  | Categoria                            | Indicação                        | Resultado |
| ---- | --------------------------------------- | ------------------------------------ | -------------------------------- | --------- |
| 2007 | Prêmio Extra de Televisão               | Revelação Masculina                  | Pé na Jaca                       | Indicado  |
| 2009 | Prêmio Arte Qualidade Brasil            | Melhor Ator de Novela                | Caminho das Índias               | Venceu    |
| 2009 | Prêmio Extra de Televisão               | Melhor Ator                          | Caminho das Índias               | Venceu    |
| 2009 | Melhores do Ano                         | Melhor Ator                          | Caminho das Índias               | Indicado  |
| 2009 | Prêmio Quem de Televisão                | Melhor Ator                          | Caminho das Índias               | Indicado  |
| 2009 | Meus Prêmios Nick                       | Ator Favorito                        | Caminho das Índias               | Indicado  |
| 2009 | Melhores do UOL e PopTevê               | Melhor Ator                          | Caminho das Índias               | Indicado  |
| 2009 | Veja São Paulo - Paulistanos do Ano     | Ator de TV                           | Caminho das Índias               | Venceu    |
| 2010 | Prêmio Contigo! de TV                   | Melhor Ator de Novela                | Caminho das Índias               | Indicado  |
| 2010 | Troféu Imprensa[carece de fontes?]      | Melhor Ator                          | Caminho das Índias               | Indicado  |
| 2011 | Prêmio Extra de Televisão               | Melhor Ator                          | O Astro                          | Indicado  |
| 2011 | Prêmio Quem de Televisão                | Melhor Ator                          | O Astro                          | Indicado  |
| 2011 | Melhores do Ano                         | Melhor Ator                          | O Astro                          | Indicado  |
| 2011 | Prêmio Qualidade Brasil                 | Melhor Ator de Novela                | O Astro                          | Indicado  |
| 2012 | Prêmio Contigo! de TV                   | Melhor Ator de Novela                | O Astro                          | Indicado  |
| 2012 | Melhores do UOL e PopTevê               | Melhor Ator                          | Salve Jorge                      | Indicado  |
| 2013 | Prêmio Contigo! de TV                   | Melhor Ator de Novela                | Salve Jorge                      | Indicado  |
| 2014 | Prêmio Quem de Televisão                | Melhor Ator                          | Meu Pedacinho de Chão            | Indicado  |
| 2015 | Prêmio Quem de Teatro                   | Melhor Ator de Teatro                | Urinal, O Musical                | Indicado  |
| 2015 | Prêmio Quem de Televisão                | Melhor Ator                          | Verdades Secretas                | Indicado  |
| 2015 | Prêmio Extra de Televisão               | Melhor Ator                          | Verdades Secretas                | Venceu    |
| 2015 | Melhores do Ano                         | Melhor Ator                          | Verdades Secretas                | Indicado  |
| 2015 | Troféu AIB de Imprensa                  | Melhor Ator                          | Verdades Secretas                | Indicado  |
| 2015 | Veja Rio - Cariocas do Ano              | Melhor Ator                          | Verdades Secretas                | Venceu    |
| 2015 | Troféu UOL TV e Famosos                 | Melhor Ator                          | Verdades Secretas                | Indicado  |
| 2015 | Melhores do Ano NaTelinha               | Ator                                 | Verdades Secretas                | Indicado  |
| 2015 | Melhores do Ano Minha Novela            | Melhor Ator                          | Verdades Secretas                | Venceu    |
| 2016 | Troféu Internet                         | Melhor Ator                          | Verdades Secretas                | Indicado  |
| 2017 | Melhores do Ano                         | Melhor Ator                          | A Força do Querer                | Indicado  |
| 2017 | BreakTudo Awards                        | Ator Favorito                        | A Força do Querer                | Indicado  |
| 2017 | Melhores do Ano NaTelinha               | Melhor Ator                          | A Força do Querer                | Indicado  |
| 2018 | Troféu Internet                         | Melhor Ator                          | A Força do Querer                | Venceu    |
| 2018 | Troféu Imprensa                         | Melhor Ator                          | A Força do Querer                | Indicado  |
| 2018 | Melhores do Ano                         | Ator de Série, Minissérie ou Seriado | Carcereiros                      | Indicado  |
| 2018 | Melhores do Ano Minha Novela            | Melhor Ator                          | Carcereiros                      | Indicado  |
| 2018 | Prêmio Shell                            | Melhor Ator                          | Um Panorama Visto da Ponte       | Indicado  |
| 2018 | Prêmio Aplauso Brasil de Teatro         | Melhor Ator                          | Um Panorama Visto da Ponte       | Indicado  |
| 2018 | Prêmio Aplauso Brasil de Teatro         | Melhor Elenco                        | Um Panorama Visto da Ponte       | Indicado  |
| 2018 | Troféu APCA                             | Melhor Ator                          | Um Panorama Visto da Ponte       | Indicado  |
| 2019 | Prêmio Bibi Ferreira[carece de fontes?] | Melhor Ator em Peça de Teatro        | Um Panorama Visto da Ponte       | Indicado  |
| 2019 | Soap Awards France                      | Melhor Ator Internacional            | Caminho das Índias / Salve Jorge | Indicado  |
| 2019 | Melhores do Ano                         | Ator de Série, Minissérie ou Seriado | Carcereiros                      | Indicado  |
| 2019 | Prêmio Contigo! de TV                   | Melhor Ator de Série                 | Carcereiros                      | Indicado  |
| 2022 | Prêmio Bibi Ferreira                    | Melhor Ator em Musicais              | Sweeney Todd                     | Indicado  |
| 2022 | Prêmio Destaque Imprensa Digital        | Destaque Ator                        | Sweeney Todd                     | Indicado  |
| 2023 | Prêmio ArteBlitz de Novela              | Melhor Ator Vilão                    | Travessia                        | Indicado  |
| 2024 | Los Angeles Brazilian Film Festival     | Melhor Ator Coadjuvante              | Grande Sertão                    | Venceu    |